# 豪利時

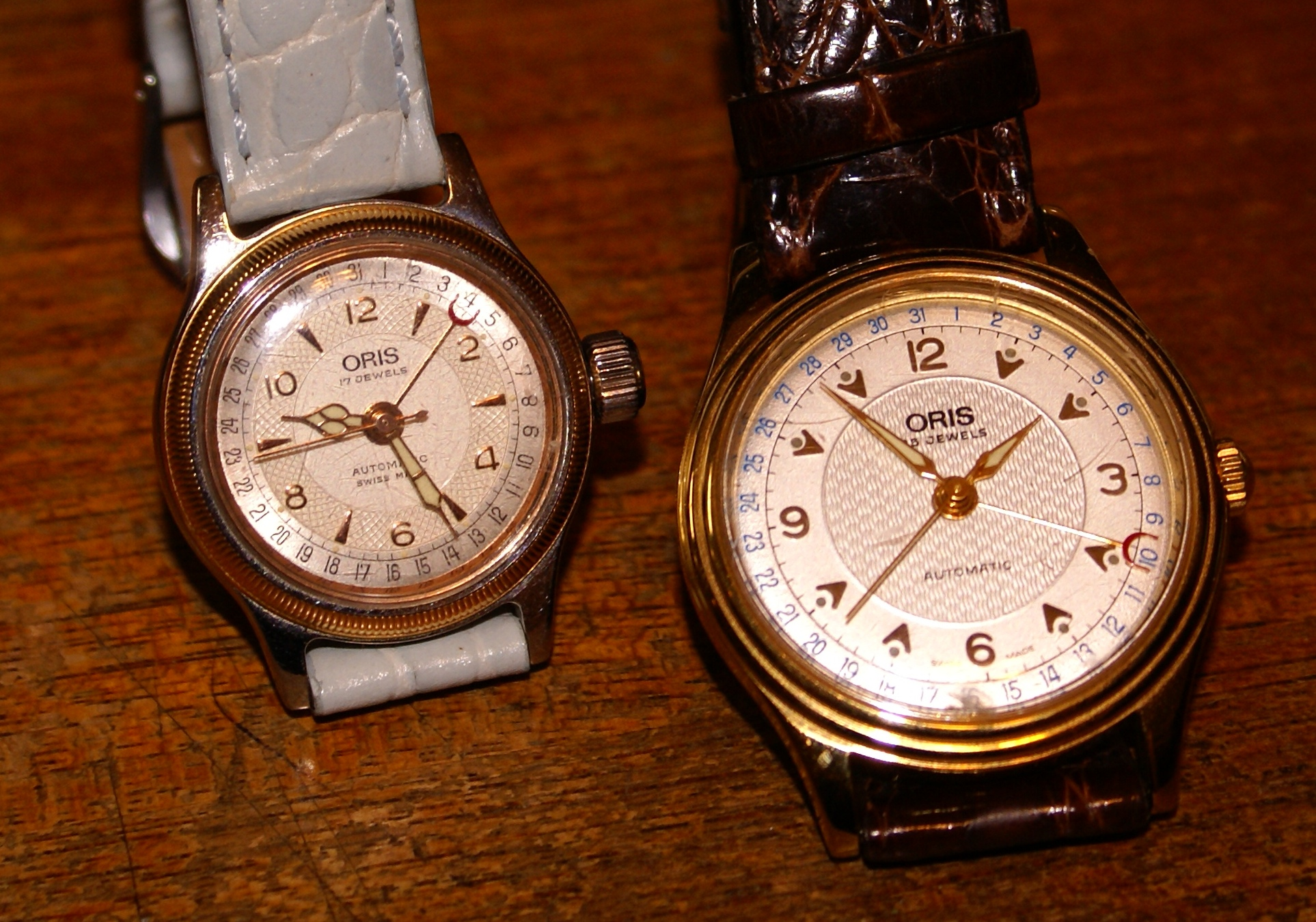
豪利時

豪利時（ORIS），是瑞士獨立製錶的高級腕錶品牌。於1904年，由Paul Cattin和Georges Christian創立，第二次世界大戰時，豪利時為美國空軍及飛行員設計了大錶冠手表，從而成為著名品牌。1904年以來，豪利時堅持以傳統的瑞士工藝製作完美的機械腕錶，由於價格合理且品質出色而深受喜愛。豪利時的機械時計系列備有多款特別的設計，滿足不同人士的需求，像指針式日歷指示，小三針及鬧鐘等。亞洲區品牌代言人为谢霆锋。

### 品牌特色
作為擁有超過百年歷史的瑞士高級錶品牌，豪利時僅專注於生產機械錶，不生產石英與電子錶。品牌以適用於日常生活佩帶做為設計理念，為大眾提供最親民的奢侈品，而非生產束之高閣的鑒賞品。豪利時腕表除了廣受腕表愛好者歡迎之外，更在F1賽車、潛水、飛行及好萊塢等多項領域與名人合作。

## 相關

### 名人
- 基努·李維
- 皮爾斯·布洛斯南
- 巨石強森
- 謝霆鋒
- 尼可·羅斯堡

### 電影
- 《星際大戰》2018年豪利時推出與星戰限量聯名的錶款，分別為ORIS Stormtrooper（售價7萬5000元)與ORIS Darth Vader(11萬8000元)。
- 《玩命關頭6》由巨石強森飾演的警探路克哈柏於片中配戴ORIS潛水系列ProDiver Date腕錶，售價7萬1200元。[2]
- 《康斯坦汀：驅魔神探》飾演主角康斯坦丁的基努李維，在片中所配戴的是ORIS Big Crown。[3]
- 《怒海潛將》ORIS為了紀念英勇傳奇的美國海軍潛水士官長Carl Brashear(美國海軍首位非裔潛水士官長)，推出ORIS Carl Brashear限量青銅計時碼錶，售價14萬9000元。
- 《鬼膽神偷》皮爾斯·布洛斯南於片中配戴 ORIS TT1 Chronograph腕錶。

### F1賽車
- 一級方程式賽車威廉士車隊贊助商

## 豪利時官方網站
<https://www.oris.ch/cn（页面存档备份，存于）>
1. ↑  世界腕錶 World Wrist Watch. . 世界腕錶 World Wrist Watch. 2012-11-29  [2019-07-26]. （原始内容存档于2019-07-26） （中文（臺灣））.
2. ↑  世界腕錶 World Wrist Watch. . 2013-04-26  [2019-07-26]. （原始内容存档于2019-07-26） （中文（臺灣））.
3. ↑  . iWatcHome 城邦國際名表.   [2019-07-26]. （原始内容存档于2021-06-20） （中文（繁體））.